# Ophiocoma
Ophiocoma sind eine Gattung der Schlangensterne in der Familie der Ophiocomidae. Die Arten sind schwierig zu unterscheiden, da ihre Merkmale nicht einfach zu beurteilen sind und sich während des Wachstums ändern können. Manche Arten färben sich auch vom Tag zur Nacht um. Die Arten sind über den Indopazifik verbreitet.

## Merkmale
Ophiocoma sind überwiegend große Arten, die Zentralscheibendurchmesser von mehr als 20 mm erreichen können. Die Scheibe ist in der Regel mit Granulen bedeckt, die gelegentlich die Schuppen verbergen und sich manchmal bis in die ventralen, interradialen Bereich erstrecken. Die großen Oralschilder sind ohne Granulen oder Stacheln, mit drei bis vier, selten fünf, zusammenhängenden Mundpapillen. Zahnpapillen sind immer vorhanden, die oberflächlichen stehen in einer Reihe mit den Oralpapillen. An den Armgliedern befinden sich drei bis sieben, im Allgemeinen glatte, kräftige Armstacheln, manchmal abwechselnd drei und vier an aufeinanderfolgenden Segmenten oder an gegenüberliegenden Seiten desselben Segments. Die dorsalen Armplatten sind breiter als lang, fächerförmig, oval oder sechseckig, die ventralen Armplatten mehr oder weniger quadratisch. Zumindest an den ersten Armsegmenten zwei Tentakelschuppen, zur Spitze hin manchmal nur eine.

## Systematik
Ophiocoma ist nach O’Hara et al. polyphyletisch und bedarf einer Überarbeitung. Nach WoRMS umfasst die Gattung 7 Arten:
- Ophiocoma aethiops Lütken, 1859
- Ophiocoma anaglyptica Ely, 1944
- Ophiocoma cynthiae Benavides-Serrato & O’Hara, 2008
- Ophiocoma echinata (Lamarck, 1816)
- Ophiocoma erinaceus Müller & Troschel, 1842
- Ophiocoma schoenleinii  Müller & Troschel, 1842
- Ophiocoma scolopendrina (Lamarck, 1816)